# 瓊斯半島
瓊斯半島（英語：Jones Peninsula），'是南極洲的半島，位於埃爾斯沃思地，處於休斯半島以西9公里的瑟斯頓島西北部，該半島現時由南極條約體系管理。